# Шавушка (река)
Шавушка (устар. Шаушка) — река в России, протекает по Байкаловскому району Свердловской области. Устье реки находится в 7,5 км по правому берегу реки Кирга. Длина реки составляет 16 км.

## Данные водного реестра
По данным государственного водного реестра России относится к Иртышскому бассейновому округу, водохозяйственный участок реки — Ница от слияния рек Реж и Нейва и до устья, речной подбассейн реки — Тобол. Речной бассейн реки — Иртыш.
Код объекта в государственном водном реестре — 14010501912111200007309.